# باتريسيا بيك
باتريسيا بيك (بالإنجليزية: Patricia Beck)‏ هي كاتِبة وشاعرة أمريكية، ولدت في 8 أبريل 1924 في نيويورك في الولايات المتحدة، وتوفيت في 2 مارس 1978.